# Xeno-T
Topp Dogg (del coreano: 탑독) es una banda de hip hop surcoreana. Fue formado por Chop PD bajo la compañía discográfica Stardom Entertainment en 2013. El grupo se divide en 4 partes: magos, dragones, caballeros y leones.
Topp Dogg ha lanzado 6 miniálbumes y con su último, "The Beat", anunció una gira mundial para el 2014, incluyendo Europa, Asia y América.
Actualmente, están a punto de sacar su primer álbum original "First Street" y ya han lanzado el teaser de su primer sencillo "Rainy Day".
En una fusión de empresas, Topp Dogg pasó a estar bajo la dirección de Hunus Entertainment 2015.

## Biografía

### Pre comienzo
En marzo de 2012, durante una entrevista, Cho Pd reveló su intención de crear un nuevo grupo de músicos para su nuevo compañía.
El 25, en el canal de YouTube de la compañía, Topp Dogg lanzó su primer mixtape titulado "Bang." Unos días más tarde, el 4 de abril, se registró un uno mixtape llamado "Top".
Por último, lanzaron su última mixtape "YU Mad" algunas semanas más tarde.
Stardom Ent. crea suspense al comienzo y decidido introducir uno después del otros los nuevos miembros. Por lo tanto, B-Joo fue el primero, mientras que Gohn fue el último próximo grupo. Sin embargo, hicieron su primera aparición oficial en el "Show Music Core" de MBC con el título Say It (말로 해) el 22 de octubre de 2013.
Topp Dogg apareció por primera vez en el videoclip de música de Evol en el canal MBC. Kidoh que antes era un aprendiz  en BigHit Entertainment para unió potencialmente el grupo Bangtan Boys (방탄 소년단). Nakta también fue un anterior aprendiz  Jellyfish Entertainment y también apareció en el programa que debuta el próximo ídolo,  MYDOL , como uno de los diez aprendices  elegido para ser parte del grupo Vixx (빅스).

### El reino de Topp Dogg
Topp Dogg consta de 4 equipos. Los magos (Xero, B-Joo, Hojoon y Hansol), los dragones (P-Goon y Sangdo), los caballeros (Kidoh, A-Tom, Nakta) y los leones (Seogoong, Yano, Jenissi y Gohn).
Cuando Dragones y Caballeros finalmente concilian, el conflicto terminó definitivamente. Con los Leones y Wizards, crean Topp Dogg. Cuatro potencia unidas. Dos años más tarde, los miembros de Topp Dogg y los siguientes (llamado UnderDogg) se reunieron para conseguir una discusión.
Sin embargo, un gran problema se preparaba. La clave para abrir el mundo Topp Dogg desapareció debido Seogung y Jenissy. Estaban cansados de la magia de hielo de Xero y produjeron un incidente. El mago astuto llamado B-Joo controlado al perro de Gohn el fin de robar las claves de A-tom que dormía.
Después de eso, comenzaron a acusar a los Leones y empezaron a ser enojado con ellos. Nakta, uno de los caballeros intentado de ocultar el grupo. Hojoon, un mago que puede ver todo, trató de todo detenido.
Mientras que mantener la lucha, la puerta del mundo real se abrió y la clave desapareció. El patrón de Dragón, P-Goon envió A-tom y Kidoh en el mundo real con el fin de encontrar La clave atrás y con el fin de poder cerrar la puerta. Por lo tanto, Nakta, que se preocupaba por Kidoh, lo siguió con Yano (de Leones) que querían mostrar su poder!
"Esta clave puede caber todas partes, pero, sólo hay un lugar al que quiero ir, que está cerca de ti."

### 2013: Comienzo conSay ItyCigarette(Dogg's Out)
El 22 de octubre de 2013, Topp Dogg hizo su primer comienzo en el espectáculo "Show Champion" en el canal MBCI con el título de "Say It" (말로 해). Esta canción fue producida especialmente por Kidoh. La letra fueron escritas en colaboración con Kidoh, Jenissy, Yano y A-tom.
El 24 de octubre, la banda lanzó su primer EP "de Dogg Out" que consiste en 5 canciones, incluyendo un solo de Kidoh (Girl Like You). También producen un videoclip del sencillo "(말로 해) Say It" (con un video de bailarín). El álbum está disponible en CD, sino también en descarga legal.
El 19 de diciembre, Topp Dogg tuvo su primer comeback con el álbum Remixed " Dogg's Out", incluyendo una nueva canción "Cigarette" (compuesta por Gohn) y una versión china de "Say It". También lanzaron el video musical de "Cigarette" donde A-tom y Yano no aparecen.

### 2014:ArarioyArario Special Edition
El 13 de enero de 2014, Stardom Entertainment lanzado un teaser para el segundo miniálbum de Topp Dogg. El 16 de enero, Topp Dogg vuelva con su segundo álbum Arario incluyendo 5 títulos con la canción principal (들어와) "Open the door". También toman un showcase  y  fanmeeting . Ese mismo día, comienzan sus promociones a través de "M! Countdown".
El 12 de febrero de 2014, Topp Dogg lanzó el videoclip de la canción Arario y también el álbum especial "Arario Special Edition", que fue lanzado el 24. Arario es una música mezclando el hip hop, el electro y la música tradicional de Corea del Sur.
.
En marzo de 2014, Stardom Entertainment abre una nueva canal de YouTube llamado Stardom On Air para extras videos como cover o videos de la vida cotidiana. Se lanza también en esta ocasión una versión accapella de "Some" de SoYou y JunggiGo.

### 2014:AmadeusyAmadeus 'Deluxe Edition
Se reveló que Topp Dogg va a hacer una reaparición con un tercer álbum titulado Amadeus, con la canción principale "ToppDogg" en junio de 2014.
Stardom Entertainment realizado para esta ocasión una imagen teaser antes del lanzamiento oficial en representación de B-Joo y Hansol, ambos vestidos como Directores de orquesta.
Sin embargo, el grupo se ha enfrentado a algunos problemas de fugas. Unos días antes del lanzamiento oficial, todas las pistas del álbum terminó en las redes sociales y en la plataforma de YouTube. La compañía elimina directamente los videoclipos y trató de reparar el daño rápidamente.
Amadeus se consiste en 5 títulos con el principale título "TopDog", que es una mezcla de K-pop, electro y de la 25 Sinfonía de Mozart. En el videoclip, B-Joo encarna Mozart y Hansol, encarna Salieri. Se rehacen el conflicto entre los dos músicos (ambos compositores de una música titulado Amadeus).
Mientras tanto, Topp Dogg participa en "Dream Concert" en el Estadio de la Copa Mundial en Seúl donde cantaban su nueva música TopDog.
Kidoh sin embargo no se aprovechó de la promoción de este álbum, ocupado con su proyecto en solitario.
Durante ese verano, Topp Dogg registró un cover de "Map" Maroon 5 y Taeyang; "Eyes, Nose, Lips".
El 25 de agosto, Topp Dogg repackage  y lanzó su último álbum "Amadeus Deluxe Edition" con tres nuevas pistas. Este álbum marca el regreso de Kidoh. La primera canción es una featuring  con Cho PD, llamado "I think this isn't right". Un otro título que ofrece un solo de Kidoh, A-tom, Yano y Jenissi llamado Peekaboo (con un video musical).

### 2014: Annie
Para celebrar su primer año de existencia, y también agradecer a sus fanes, Topp Dogg realiza una canción "old school". El 16 de octubre, lanzaron la canción "Annie", que es un juego de palabras para Aniversario.
Por otra parte, en el videoclip, Hayana (EvoL) aparece y representa Annie.

### 2015: The Beat
El grupo confirmó su regreso con su cuarto miniálbum “The Beat” que tendrá seis canciones, incluyendo “OASIS“, de la cual se lanzó un extracto el 13 de octubre. También se previsualizaron “Emotion” y “All eyez on me” a través de dos vídeos teaser's en el canal de Youtube de la compañía.

### 2016: First Street (primer álbum original)
El 1 de noviembre a la medianoche KST, Hunus Entertainment lanzó un video teaser del próximo comeback del grupo con “Rainy Day”. El video nos da una breve escucha de su nueva pista y muestra los chicos luciendo tan geniales como siempre mientras se reúnen en un techo.
El 7 de noviembre al mediodía KST, Hunus Entertainment lanzó el video musical oficial de la canción “Rainy Day” de Topp Dogg. Mientras la canción tiene un sonido ligero y alegre, las letras hablan de recordar a un amor pasado cada vez que cae la lluvia.
 MV de Rainy Day
 Fragmentos por adelantado del nuevo disco.

### Solos
Como cada miembro tiene su propio talento, algunos de ellos desarrollan proyectos en solitario. Hansol y Yano sacaron una cover de "The Monster" de Rihanna, junto con un gran videoclip. B-joo tiene un grupo de baile llamado ¨MOFT¨, con el que pasa sus ratos libres cuando no está con Topp Dogg.

### Exmiembros
En 2015 Gohn, Kidoh y Seogoong abandonaron el grupo buscando centrarse en sus carreras en solitario y en el servicio militar. Jenissi abandonó el grupo en el verano de 2016, confirmándose entes de la salida del primer álbum original de Topp Dogg ¨First Street¨ en el cual, no aparece. Jenissi grabó una canción con la participation de Say (Evol) para agradecer sus fanes que se llama "Love Letter". Kidoh lanzó su primer EP con el título principal "Taxi on the phone". En verano de 2017 abandonó el grupo esta vez A-Tom para participar en la segunda temporada masculina de Produce 101, no se sabe si tras ello regresará al grupo o no, pero se considera inactivo en sus nuevas actividades.

### Cuarto Miniálbum 'The Beat'
El grupo confirmó su regreso con su cuarto miniálbum “The Beat” que tendrá seis canciones, incluyendo “OASIS“, de la cual se lanzó un extracto el 13 de octubre. También se previsualizaron “Emotion” y “All eyez on me” a través de dos vídeos teaser's en el canal de Youtube de la compañía.
A pesar de la salida del rapero Kidoh, se mostró muy amable, siendo parte de la composición y escribiendo las canciones para el miniálbum.

### 2016: Primer álbum 'First Street' y salida del miembro Jenissi
El 1 de noviembre, Hunus Entertainment publicó en el fancafe de Topp Dogg una declaración oficial con respecto al grupo y el miembro Jennissi aclarando que abandonara el grupo para seguir su carrera como rapero y el grupo seguirá como un grupo de nueve integrantes.
El 1 de noviembre a la medianoche KST, Hunus Entertainment lanzó un video teaser del próximo comeback del grupo con “Rainy Day”. El vídeo nos da una breve escucha de su nueva pista y muestra los chicos luciendo tan geniales como siempre mientras se reúnen en un techo.
El 7 de noviembre al mediodía KST, Hunus Entertainment lanzó el vídeo musical oficial de la canción “Rainy Day” de Topp Dogg. Mientras la canción tiene un sonido ligero y alegre, las letras hablan de recordar a un amor pasado cada vez que cae la lluvia.

### 2017: Salida temporal y permanente de los miembros
Ingreso de A-Tom a PRODUCE 101
El 28 de febrero, los medios reportaron que Sang Gyun (A-Tom) participaría en la segunda temporada de PRODUCE 101.
Luego de que terminara el programa se anunció que debutaría en octubre del presente año en el nuevo grupo proyecto llamado JBJ, gracias a la popularidad que obtuvo en el programa, este es un grupo de aprendices que debutarán en octubre. Hunus Entertainment ha declarado que sus futuras actividades serán discutidas cuando las promociones con JBJ terminen y él regrese a la agencia.

### Ingreso de Hojoon, Sangdo, B-Joo, Xero y Yano a 'The Unit'
El 19 de septiembre, se anunció que los miembros, participarían en el programa de supervivencia The Unit que trata sobre crear un grupo de ídolos, descubriendo el talento y potencial de cantantes ya debutados.
El 29 de septiembre, Hunus Entertainment publicó una declaración en el fan café de Topp Dogg para actualizar a los fanes sobre la alineación del grupo ahora que muchos miembros se unen al programa de reinicio de ídolos de KBS, “The Unit”.
La agencia ha confirmado que los miembros Sangdo, Xero, B.Joo, Yano y Hojoon competirán en el programa. Ellos afirmaron que los cinco miembros se están preparando para un “nuevo comienzo”.

### Salida oficial de P-Goon Hansol y Nakta
Después de las promociones para su álbum completo “First Street”, Hansol declaró su deseo de abandonar el grupo y se ha mudado del dormitorio. Él está planeando enlistarse en el ejército y su futuro será discutido una vez que sea dado de alta.
El líder P-Goon también está planeando enlistarse en el ejército y actualmente hay conversaciones de convertirse en actor después de su alta.
La agencia afirmó que ellos respetan el deseo de Nakta de realizar actividades en solitario en el género electrónico, por lo que acordaron cancelar su contrato exclusivo. Ellos le pidieron a los fanes que manden su apoyo y ánimo ya que fue una decisión tomada sobre la base de su cuidadosa elección.
Hunus Entertainment dijo que las decisiones se tomaron después de mucho tiempo de discusión y que la agencia había decidido respetar las opciones de los miembros. También se disculpó con los fanes por publicar este aviso un poco tarde y explicó que lo estaban haciendo ahora después de una cuidadosa consideración que corresponde a la importancia de la cuestión.

## Recorrido mundial
En diciembre de 2014, Stardom Entertainment anunció una gira mundial para Topp Dogg. De hecho, el grupo celebrará una showcase  todo el mundo que se llamará Toppklass Tour (Toppklass es el nombre de la base de fanes). El recorrido se iniciará en enero de 2015. Visitarán 11 países y 13 ciudades. El recorrido comenzará con Japón, luego a tres países europeos, tres ciudades en América del Norte, tres de América del Sur y finalmente 4 ciudades en el sudeste asiático en marzo. Actualmente, las ciudades europeas están todavía mantienen en secreto.
Este viaje estaba programado para agradecer a los aficionados de todo el mundo que apoyan fuertemente en la carrera de Topp Dogg.

### Asia
Topp Dogg pasará por primera vez en Japón.

### América
Para la gira americana, ToppDogg celebró 3 conciertos en América del Norte. Durante febrero de 2015, el grupo ha estado en Houston (Texas), Miami (Florida) y Atlanta (Georgia). Todas las entradas para los conciertos se agotaron rápidamente. Para continuar con su gira, el 14 de febrero, ToppDogg ha hecho un concierto en Sao Paulo (Brasil) también a una casa llena. Los showcase en los Estados Unidos consistían en una "fansign" y "VIP fotos/Regalos".

### Europa
Visitaron Milán, Italia

## Miembros
| Nombre artístico | Nombre artístico | Nombre real   | Nombre real |
| Romanizada       | Hangul           | Romanizada    | Hangul      |
| ---------------- | ---------------- | ------------- | ----------- |
| Hojoon           | 호준             | Jeon Ho-joon  | 전호준      |
| Sangdo           | 상도             | Yoo Sang-do   | 유상도      |
| B-Joo            | 비주             | Kim Byung-joo | 김병주      |
| Xero             | 제로             | Shin Ji-ho    | 신지호      |
| Sangwon          | 상원             | Seo Sang-won  | 서상원      |

## Discografía

### Extended plays
| Título     | Detalles | Puesto en el Ranking | Ventas        |
| Título     | Detalles | KOR                  | Ventas        |
| ---------- | --- | -------------------- | ------------- |
| Dogg's Out | - Lanzado el 24 de octubre de 2013 - Label: Stardom Entertainment - Formato: CD, Descarga digital                                    | 48                   | - KOR: 2,691+ |
| Dogg's Out | Dogg's Out (Repackage) - Lanzado el 12 de diciembre de 2013 - Label: Stardom Entertainment - Formato: CD, Descarga digital           | 33                   | - KOR: 2,474  |
| Arario     | - Lanzado el 16 ener 2014 - Label: Stardom Entertainment - Formato: CD, Descarga digital                                             | 27                   | - KOR: 4,485  |
| Arario     | Arario Special Edition (Repackage) - Lanzado el 24 de febrero de 2014 - Label: Stardom Entertainment - Formato: CD, Descarga digital | 26                   | - KOR: 4,812  |
| Amadeus    | - Lanzado el 9 de junio de 2014 - Label: Stardom Entertainment - Formato: CD, Descarga digital                                       | 15                   | - KOR: 10,053 |
| Amadeus    | AmadeuS Deluxe Edition (Repackage) - Lanzado el 22 de agosto de 2014 - Label: Stardom Entertainment - Formato: CD, Descarga digital  |                      |               |
| The Beat   | - Lanzado el 18 de octubre de 2015 - Con la compañía Hunus Entertainment                                                             |                      |               |

## Videografía

### Vídeoclips
| Año  | Vídeo                 | Duración |
| ---- | --------------------- | -------- |
| 2013 | Say It (말로해)       | 3:59     |
| 2013 | Cigarette             | 3:36     |
| 2014 | Open The Door(들어와) | 3:34     |
| 2014 | Arario (아라리오)     | 3:14     |
| 2014 | Topp Dogg             | 3:43     |
| 2014 | Peekaboo              | 2:59     |
| 2014 | Annie (애니)          | 3:20     |
| 2015 | The Beat              | 3:49     |
| 2016 | Annie 3º Anniversary  | 3:46     |

### TV shows
- 2013: Show K-pop (18.12.2013 and 24.12.2013)
- 2014: Idol School (26.08.2014)
- 2014: Yunnan Weishi in Beijing
- 2014: Idol Championship (30y31.01.2014)
- 2013: Arirang After School Club (04.12.2013)
- 2013: Show Champion (26.10.2013, Backstage)
- 2013: Shanghai TV (31.10.2013)

## Premios y nominaciones
| Año  | Award                                           | Categoría                   | Resultados |
| ---- | ----------------------------------------------- | --------------------------- | ---------- |
| 2014 | MTV Europe Music Awards                         | Best Korean Act             | Nominado   |
| 2015 | 21st Republic of Korea Entertainment Art Awards | Best Rookie Award           | Ganador    |
| 2015 | KMC Radio Awards                                | Best Male Dance Performance | Ganador    |